# Еагър
Еагър (на старогръцки: Οἴαγρος или Oíagros) в гръцката митология е тракийски цар, син на Арес и Лето (или на Харопс според Диодор), баща на Орфей и Лин. Според Хигин  (CLXV) е баща и на Марсий.
Според Нон той придружава Дионис в Индия. Диодор съобщава, че е бил посветен от баща си в мистериите на Дионис и че ги е предал на сина си Орфей.